# 放課後奇譚RPG
放課後奇譚RPG（ほうかごきたんアールピージー）はホビー・データの宮川健によって製作された学園ホラー物のテーブルトークRPG(TRPG)。1994年にアスペクトよりログアウト冒険文庫にて発売された。
同じく学校における怪奇譚をテーマとする上にタイトルが似通っているTRPG『放課後怪奇くらぶ』としばしば混同されるが、システムの傾向など全く異なった作品である。

## 概要
いわゆる「学校の怪談」を再現するテーブルトークRPG。プレイヤーキャラクターは学生となり、自分が通う学園に発生する様々な怪異の謎を解こうとする。
しかし実は、プレイヤーキャラクターは遭遇した怪異に対しては「逃げ回る」ことくらいしかできない（出遭った怪異から逃げるための専用のルールがある）。怪異に立ち向かうのでなく怪異に捕まらないように逃げ回りながら事件の謎を探るのである。いわば怪異とプレイヤーキャラクターが鬼ごっこしつつ、最後まで逃げ切ることを目的とするゲームと言える。ゲームデザイナーの宮川健はこのゲームのコンセプトを「オバケ屋敷」と語っている。

## 作品一覧
- 放課後奇譚RPG ISBN 978-4893661524